# Cot Kuta (Suka Makmue)
Cot Kuta is een bestuurslaag in het regentschap Nagan Raya van de provincie Atjeh, Indonesië. Cot Kuta telt 838 inwoners (volkstelling 2010).